# رودريغو نونس دي أوليفيرا
رودريغو نونس دي أوليفيرا (11 يناير 1979 في البرازيل – )؛ هو لاعب كرة قدم سابق كان يلعب كمهاجم.

## وصلات خارجية
- رودريغو نونس دي أوليفيرا على موقع رابطة كرة القدم اليابانية للمحترفين (اليابانية)